# Klášter Proměnění Páně v Samporu
Klášter Proměnění Páně v Samporu je benediktinský autonomní priorát ve vesnici Sampor, která je součástí Sliače v Banskobystrickém kraji. Jedná se o nejmladší a zároveň jediný funkční benediktinský klášter na Slovensku.

## Historie
V roce 1998 vyhověl tehdejší banskobystrický diecézní biskup Rudolf Baláž žádosti dvou diecézních kněží, a uvolnil je pro vstup do benediktinského řádu. Ti absolvovali postulát a noviciát v opatství Tyniec u Krakova v Polsku, od roku 2000 pak žili na faře v Ľubietovej. Odtud se stěhovali v roce 2002 na nevyužitou faru do Bacúrova. Postupně přicházeli další zájemci o mnišský život, kteří byli na formaci posíláni do Tyniece.
V říjnu roku 2006 začala výstavba zcela nového klášterního areálu na Samporu u Sliače. Mniši se do hotové části kláštera nastěhovali v roce 2010 a téhož roku byl samporský klášter ustanoven nezávislým priorátem.

## Současnost
Klášter na Samporu je stále ve výstavbě (která postupuje poměrně pomalu, neboť je financována výhradně z prostředků, které si mniši sami vydělávají). Dne 24. května 2010 biskup Rudolf Baláž vysvětil konventní kostel, dedikovaný Proměnění Páně. Od roku 2013 pokračuje výstavba hlavní konventní budovy a hospodářského zázemí kláštera. V konventu žije komunita jedenácti mnichů. Kněží komunity vedle mnišského života rovněž vypomáhají s duchovní správou v okolních farnostech, kam dojíždějí v případě potřeby sloužit bohoslužby či zpovídat před většími svátky.

## Odraz v médiích
Kromě samotných webových stránek kláštera je v provozu YouTube kanál jednoho z mnichů, P. Michaela Marii Kukuči, pod názvem Mních s kamerou. Zde osvětluje formou videí mnišský život, denní řád i historii kláštera a v pravidelných živých vysíláních také odpovídá na otázky zájemců. On sám je správcem počítačové sítě a webových stránek kláštera i stránek Benediktini.sk.